# 美色胸麗魚
美色胸麗魚，為輻鰭魚綱鱸形目隆頭魚亞目慈鯛科的其中一種，分布於非洲剛果民主共和國Fwa河流域，體長可達12.2公分，棲息在植被生長、沙底質水域，生活習性不明。

## 擴展閱讀
維基物種上的相關：美色胸麗魚